# Брэйем, Генри
Генри Брэйем (англ. Henry Braham; род. 30 октября 1965, Англия) — английский кинооператор.

## Биография
Родился 30 октября 1965 года в Англии. Карьеру кинооператора начал в 1992 году. В 2002 году стал лауреатом Прайм-таймовой премии «Эмми» за вторую серию мини-сериала «Затерянные в Антарктиде». Известен по своим работам в фильмах «Золотой компас» за который он был номинирован на премию «Спутник» за лучшую операторскую работу, «Тарзан. Легенда» и «Стражи Галактики. Часть 2».
Член Британского общества кинооператоров с 1998 года.

## Избранная фильмография
- 1997 — Место на кладбище / Roseanna’s Grave (реж. Пол Вейланд)
- 1997 — Надувательство / Shooting Fish (реж. Стефан Шварц)
- 1998 — Сюрприз старины Неда / Waking Ned Devine (реж. Кирк Джонс)
- 1998 — Три англичанки за городом / The Land Girls (реж. Дэвид Лиленд)
- 2001 — Невидимый цирк / The Invisible Circus (реж. Адам Брукс)
- 2001 — Клуб неудачниц / Crush (реж. Джон МакКей)
- 2003 — Золотая молодёжь / Bright Young Things (реж. Стивен Фрай)
- 2005 — Моя ужасная няня / Nanny McPhee (реж. Кирк Джонс)
- 2006 — Эскадрилья «Лафайет» / Flyboys (реж. Тони Билл)
- 2007 — Золотой компас / The Golden Compass (реж. Крис Вайц)
- 2009 — Всё путём / Everybody’s Fine (реж. Кирк Джонс)
- 2016 — Тарзан. Легенда / The Legend of Tarzan (реж. Дэвид Йейтс)
- 2017 — Стражи Галактики. Часть 2 / Guardians of the Galaxy Vol. 2 (реж. Джеймс Ганн)
- 2018 — Малефисента 2 / Maleficent 2 (реж. Хоаким Роннинг)
- 2021 — Отряд самоубийц / The Suicide Squad (реж. Джеймс Ганн)